# Wil Wheaton
Pour les articles homonymes, voir Wheaton.
Wil Wheaton, né le 29 juillet 1972 à Burbank, en Californie (États-Unis), est un acteur américain de cinéma et de télévision, également doubleur, écrivain et joueur professionnel de poker américain.
Il est principalement connu pour avoir tourné dans le film Stand by Me (1986) et dans la série télévisée Star Trek : La Nouvelle Génération (1987-1994), lorsqu'il était adolescent dans les années 1980, ainsi que dans la série The Big Bang Theory (2009-2019), où il joue son propre son rôle de manière parodique.

## Biographie
« Wil » Richard William Wheaton III est le fils de Richard William Wheaton, Jr., médecin spécialiste, et de « Debbie » Debra Nordean  (née O'Connor), actrice. Il a un frère, Jeremy Wheaton, et une sœur, Amy Wheaton.
Adolescent, il est devenu célèbre grâce au film Stand by Me en 1986, et à son rôle dans la série télévisée Star Trek : La Nouvelle Génération de 1987-1990. Dans son ouvrage Just A Geek, publié en 2004, il se définira lui-même comme un acteur has-been. Ne réussissant pas ensuite à faire décoller sa carrière d'acteur, il cumule des petits rôles, fait des doublages, se diversifie dans l'écriture et le poker, mais revient néanmoins sur le devant de la scène en interprétant son propre rôle dans la série télévisée The Big Bang Theory de 2009 à 2019. 
Wil Wheaton se définit comme athée.

## Cinéma
Wheaton fait ses débuts d'acteur dans le téléfilm A Long Way Home en 1981, et son premier rôle au cinéma est celui de Martin Brisby dans le film d'animation Brisby et le Secret de NIMH en 1982.
C'est en 1986, avec le rôle de Gordie Lachance dans Stand by Me, l'adaptation cinématographique de la nouvelle de Stephen King, Le Corps, qu'il attire l'attention du public.
De 1987 à 1991, pendant les quatre premières saisons de Star Trek : La Nouvelle Génération, il joue le rôle de Wesley Crusher, rôle récurrent ensuite dans la série et dans un film dérivé.
En 1991, il joue le rôle de Joey Trotta dans le film d'action L'École des héros.
À la fin des années 1990 et au début des années 2000, Wil Wheaton joue dans plusieurs films indépendants, dont le court métrage The Good Things en 2001, un film primé dans lequel il dépeint un travailleur de péage frustré au Kansas. En 2002, pour sa performance dans Jane White Is Sick & Twisted, il reçoit le prix du meilleur acteur au Melbourne Underground Film Festival.
De 2009 à 2011, il joue le rôle de Fawkes, le leader de la guilde « Arche de l'Anarchie », dans la web-série The Guild.
De 2009 à 2019, il joue son propre rôle dans 17 épisodes de la série à succès The Big Bang Theory : il y campe d'abord l'un des plus farouches ennemis de Sheldon Cooper, avant de finalement devenir son ami.

## Jeux
Après avoir quitté Star Trek : La Nouvelle Génération, en 2002 il travaille pour NewTek, où il aide à développer le matériel de montage vidéo Video Toaster 4000, utilisant son image en tant qu'évangéliste technologique pour ce produit.
En 2004, Wheaton commence à parler de poker sur son blog, y relatant ses expériences de jeu, lors des tournois de Texas hold'em joués localement et à Las Vegas. En 2005, il participe au World Poker Tour. En 2005, Wheaton rejoint l'équipe PokerStars, et participe aux WSOP 2005. N'ayant aucun résultat enregistré sur The Hendon Mob, il n'enregistre pas les résultats escomptés sur le circuit de poker professionnel, et en juin 2007, il annonce qu'il quitte la team Pokerstars.
Le 24 août 2007, Will Wheaton donne une conférence sur les jeux vidéo à la Penny Arcade Expo.
Il donne sa voix pour réaliser certains dialogues dans EverQuest II, un MMORPG. Il prête également sa voix au personnage de Robin pour les jeux de DC Universe Online.
Depuis avril 2012, il anime Table Top, une émission sur les jeux de société sur la chaîne YouTube Geek and Sundry.
Il double aussi le personnage Abraham Lincoln dans le jeu Code Name: S.T.E.A.M. Il prête sa voix au personnage d'Earl Harlan dans les épisodes 56, 61, 65 et 78 du podcast Welcome to Night Vale.
L'acteur prête aussi sa voix au jeu I Expect You to Die 2: The Spy and the Liar en interprétant l'antagoniste de cet opus, John Juniper.

## Filmographie

### Cinéma

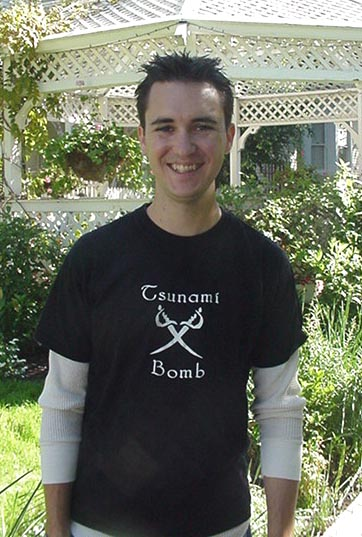
Wil Wheaton en 2001.

- 1982 : Brisby et le Secret de NIMH (The Secret of NIMH), de Don Bluth (animation) : Martin (voix)
- 1983 : Hambone and Hillie, de Roy Watts : Jeff Radcliffe
- 1984 : The Buddy System, de Glenn Jordan : Tim Price
- 1984 : Starfighter (The Last Starfighter), de Nick Castle : l'ami de Louis
- 1986 : Stand by Me, de Rob Reiner : Gordie Lachance
- 1987 : La Malédiction céleste (The Curse), de David Keith : Zack Crane
- 1988 : La Vie en plus (She's Having a Baby) : Eloy
- 1991 : L'École des héros (Toy Soldiers), de Daniel Petrie Jr. : « Joey » Joseph Trotta
- 1991 : December, de Gabe Torres : Kipp Gibbs
- 1993 : The Liars' Club : David Reynolds
- 1995 : Mr Stitch : Le voleur d'âmes (Mr Stitch), de Roger Avary : Lazare (Lazarus en VO)
- 1996 : Boys' Night Out : Marco
- 1996 : Pie in the Sky, de Bryan Gordon : Jack
- 1997 : Trekkies (documentaire) : lui-même
- 1997 : Flubber, de Les Mayfield : Bennett Hoenicker
- 1997 : Tales of Glamour and Excess : Danny Sugerman
- 1998 : Fag Hag : manager de la librairie chrétienne
- 1999 : Foreign Correspondents, de Mark Tapio Kines : Jonas
- 2000 : The Girls' Room, d'Irene Turner : Charlie
- 2000 : Destruction totale (Deep Core), de Rodney McDonald : Rodney Bedecker
- 2001 : Speechless... (court métrage) : Ryan
- 2001 : The Good Things (court métrage) : Zach Means
- 2002 : Jane White Is Sick & Twisted, de David Michael Latt : Dick Smith
- 2002 : Fish Don't Blink : Jimmy
- 2002 : Walking the Tracks: The Summer of Stand by Me (documentaire) : lui-même
- 2002 : Star Trek: Nemesis, de Stuart Baird : Wesley Crusher (caméo et scènes supprimées)
- 2003 : Neverland, de Damion Dietz : John Darling
- 2003 : Star Trek, de J. J. Abrams : plusieurs Romuliens[5]
- 2007 : Americanizing Shelley, de Lorraine Senna : Alan Smithee
- 2010 : Loki and SageKing Go to GenCon (court métrage) : méchant lui-même
- 2014 : Sharknado 2: The Second One, d'Anthony C. Ferrante : lui-même, en tant que passager aérien (non crédité)
- 2014 : Video Games: The Movie (documentaire) : lui-même
- 2020 : Max Reload and the Nether Blasters, de Scott Conditt et Jeremy Tremp : narrateur Arcade Heroes (voix)
- 2020 : Rent-A-Pal, de Jon Stevenson : Andy
- 2022 : In Search of Tomorrow (documentaire), de David A. Weiner : lui-même

### Télévision

#### Téléfilms
- 1983 : A Long Way Home, de Robert Markowitz : Donald Branch
- 1983 : 13 Thirteenth Avenue : Willie
- 1986 : L'Impossible évasion (The Defiant Ones), de David Lowell Rich : Clyde
- 1986 : Long Time Gone, de Robert Butler : Mitchell
- 1987 : Le Naufragé des étoiles (The Man Who Fell to Earth), de Bobby Roth : Billy Milton
- 1987 : Young Harry Houdini : Ehrich Weiss
- 1991 : Les Émois du cœur (The Last Prostitute), de Lou Antonio : Danny
- 1992 : Star Trek 25th Anniversary Special (documentaire) : lui-même / Wesley Crusher
- 1995 : It Was Him or Us, de Robert Iscove : Scottie
- 1998 : The Day Lincoln Was Shot, de John Gray : Robert Todd Lincoln
- 2000 : Python, de Richard Clabaugh : Tommy
- 2003 : Book of Days, de Harry Ambrose : Danny Hartland
- 2003 : Four Fingers of the Dragon : lui-même

#### Séries télévisées
- 1982 : CBS Schoolbreak Special : Amos Cotter (saison 4, épisode 4 : The Shooting)
- 1985 : Les Routes du paradis (Highway to Heaven) : Max (saison 1, épisode 21 : L'ange gardien)
- 1986 : Hôpital St Elsewhere (St. Elsewhere) : Owen Drimmer (saison 5, épisode 8 : Tour de magie)
- 1987 : Le Monde merveilleux de Disney (Disney anthology television series) : Ehrich Weisz / Harry Houdini (épisode : Young Harry Houdini)
- 1987 : Sacrée Famille (Family Ties) : Timothy Higgins (saison 5, épisode 25 : 'D' Is for Date)
- 1987-1994 : Star Trek : La Nouvelle Génération (Star Trek: The Next Generation) : Wesley Crusher (saisons 1 à 4, invité saisons 5 et 7 : 85 épisodes)
- 1989 : ABC Afterschool Special : Nick Karpinsky (saison 18, épisode 1 : My Dad Can't Be Crazy... Can He?)
- 1990 : Monsters : Kevin (saison 3, épisode 8 : A Shave and a Haircut, Two Bites)
- 1992 : Lifestories: Families in Crisis : Robert Bierer (saison 1, épisode 2 : A Deadly Secret: The Robert Bierer Story)
- 1993 : Les Contes de la crypte (Tales from the Crypt) : Arling (saison 5, épisode 7 : La Maison de l'horreur)
- 1994 : Sirènes (Sirens) : Wayne McGarrick (saison 2, épisode 5 : La Chasse aux fantômes)
- 1996 : Au-delà du réel : L'aventure continue (The Outer Limits) : le cadet (saison 2, épisode 18 : La brigade légère)
- 1996 : Gun : Bilchick (saison 1, épisode 2 : Ricochet)
- 1997 : Expériences interdites (Perversions of Science) : Bryan (saison 1, épisode 8 : Snap Ending)
- 1998 : La croisière s'amuse, nouvelle vague (Love Boat: The Next Wave) : Tristan Reedy (saison 1, épisode 3 : Rituels d'amour)
- 1998 : Diagnostic : Meurtre (Diagnosis: Murder) : le ranger forestier Gary Barton (saison 6, épisode 6 : Disparition)
- 1999 : Guys Like Us : Steve, The Fig (saison 1, épisode 12 : Good Old Days)
- 1999 : Chicken Soup for the Soul : Will (épisode : The Wallet)
- 2001 : Invisible Man (The Invisible Man) : Dorman (saison 1, épisode 18 : Rêve ou cauchemar)
- 2001 : Destins croisés (Twice in a Lifetime) : Ryan Storey / Dr. Thomas (saison 2, épisode 22 : Dilemme)
- 2005 : Les Experts (CSI: Crime Scene Investigation) : Walter (saison 5, épisode 17 : Pulsions)
- 2007 : Numb3rs : Miles Sklar (saison 4, épisode 9 : Fan de B.D.)
- 2008 : Esprits criminels (Criminal Minds) : Floyd Hansen (saison 4, épisode 4 : Un petit coin de paradis)
- 2009-2012 : Leverage : « Chaos » Colin Mason (saisons 2, 3 et 4 : 3 épisodes)
- 2009-2019 : The Big Bang Theory : lui-même (saisons 3 à 9, 11 et 12 :  17 épisodes)
- 2010-2012 : Eureka : Dr Isaac Parish (saisons 4 et 5 : 12 épisodes)
- 2015-2016 : Dark Matter : Alex Rook (2 épisodes)
- 2016 : Powers : Conrad Moody (saison 2 : 3 épisodes)
- 2017 : Mystery Science Theater 3000 : Drake (saison 11, épisode 1 : Reptilicus)
- 2019 : Supergirl : un manifestant (saison 5, épisode 9 (crossover) : Crise sur les Terres infinies : La Menace)
- 2022 : Star Trek : Picard : Wesley Crusher (saison 2, épisode 10 : Le Départ)
- 2022 : S.W.A.T : Evan Whitlock, informaticien du S.W.A.T (saison 5, épisode 11 : Hors ligne)

#### Émissions et jeux télévisés
- 2002 : A&E Biography : narrateur (épisode : Eclipsed by Death: The Life of River Phoenix)
- 2002 : Arena : co-présentateur
- 2002-2003 : The Screen Savers : co-présentateur (2 épisodes)
- 2014 : The Wil Wheaton Project : présentateur (12 épisodes)
- 2017 : Bill Nye Saves the World (saison 1, épisode 5 : The Original Martian Invasion)
- 2017 : Whose Line Is It Anyway? (saison 13, épisode 5)
- 2022-2023 : Celebrity Jeopardy! (saison 1, épisodes 6, 8 et 13)

### Internet
- 2006–2007 : Revision3 : présentateur
- 2007 : LoadingReadyRun : lui-même
- 2008 : Retarded Policeman #5: Writers Strike[6] : présentateur
- 2008-2011 : The Guild (web série) : Fawkes, leader de la guilde Arc de l'Anarchie (saisons 3-4)
- 2010 : IRrelevant Astronomy : le médecin (épisode : Robot Astronomy Talk Show: Destroyer of Worlds)
- 2012-2017 : TableTop (web série) : présentateur
- 2013 : Kris and Scott's Scott and Kris Show #10: Ties : le père de Kris
- 2014-2016 : Welcome to Night Vale : Earl Harlan : (5 épisodes)
- 2015 : Titansgrave: The Ashes of Valkana : maître du jeu / présentateur
- 2015 : Conversations with Creators : présentateur[7]
- 2015 : Critical Role : lui-même / Thorbir Falbek (2 épisodes)
- 2015 : Con Man (web série) : l'officier Cahoots / l'homme dans l'avion (2 épisodes)
- 2017 : Transformers: Titans Return : percepteur (voix ; 3 épisodes)
- depuis 2020 : The Ready Room : présentateur (84 épisodes)
- 2020-2021 : Rival Speak[8] (12 épisodes)
- 2022 : The Sandman[9] : Brant Tucker (voix ; 4 épisodes)
- 2023 : Third Eye[10] : Robigus  (voix)

### Animation (voix)
- 1982 : Brisby et le Secret de NIMH (The Secret of NIMH) : Martin Brisby
- 1993 : La Légende de Prince Vaillant (The Legend of Prince Valiant) : prince Michael (saison 2)
- 2001 : The Flintstones: On the Rocks (téléfilm) : Brad (chanteur)
- 2002 : Le Projet Zeta (The Zeta Project) : Kevin (épisode : The Wrong Morph)
- 2003-2005 : Teen Titans : Les Jeunes Titans (Teen Titans) : Aqualad (6 épisodes)
- 2005 : Mega Robot Super Singes Hyperforce Go ! (Super Robot Monkey Team Hyperforce Go!) : Skurg (épisode : The Lords of Soturix 7)
- 2006 : Avatar, le dernier maître de l'air (Avatar: The Last Airbender) : voix additionnelles (épisode : City of Walls and Secrets)
- 2007 : Random! Cartoons : Kyle / Sir Horace (épisode : Kyle + Rosemary)
- 2007-2008 : La Légende des super-héros (Legion of Super Heroes) : Cosmic Boy / Roderick Doyle (6 épisodes)[11]
- 2008-2009 : Ben 10: Alien Force : Michael Morningstar / Darkstar (5 épisodes)
- 2009 : Naruto : Menma (3 épisodes)
- 2009 : Kurokami (Kurokami: Black God) : Yakumo
- 2009-2010 : Les Griffin (Family Guy) : lui-même, activiste anti-avortement (2 épisodes)
- 2009-2010 : Batman : L'Alliance des héros (Batman: The Brave and the Bold) : Ted Kord/Blue Beetle (2 épisodes)
- 2010 : Ben 10: Ultimate Alien : Michael Morningstar / Darkstar (3 épisodes)
- 2010 : Slayers (Slayers Evolution-R) : Hans (épisode 2)
- 2010 : Naruto Shippuden : Un funeste présage (Naruto Shippuden the Movie) : Taruho / Shizuku
- 2011 : Gundam Unicorn (Mobile Suit Gundam Unicorn) : Aaron Terzieff (épisode : Ghost of Laplace)
- 2011-2012 : Redakai: Les conquérants du Kairu (Redakai: Conquer the Kairu) : Quantus
- 2012-2013 : Generator Rex : Dr. Peter Meechum (4 épisodes)
- 2014 : Robot Chicken : Doctor Doom / Centaur (épisode : Batman Forever 21)
- 2014 : Ben 10: Omniverse : Michael Morningstar / Darkstar / Dante (2 épisodes)
- 2014-2018 : Teen Titans Go! : Aqualad (4 épisodes)
- 2015-2018 : Miles dans l'espace (Miles From Tomorrowland) : Commander S'Leet / Nemetron Units (4 épisodes)
- 2016 : Fantasy Hospital : le grand sorcier (10 épisodes)
- 2017-2018 : Stretch Armstrong and the Flex Fighters : Jonathan Rook / voix additionnelles (23 épisodes)
- 2017 : Les Gardiens de la Galaxie (Guardians of the Galaxy) : Korvac (épisode : Unfortunate Son)
- 2018 : Teen Titans Go! le film (Teen Titans Go! To the Movies) : Flash
- 2018 : Power of the Primes : percepteur (10 épisodes)
- 2020 : American Dad! : collègue avec des bâtons (épisode : Businessly Brunette)
- 2021-2022 : Dogs in Space : Atlas (4 épisodes)
- 2023 : Star Trek: Lower Decks : Wesley Crusher (épisode : Old Friends, New Planets)
- 2024 : Star Trek: Prodigy : Wesley Crusher (saison 2)

### Scénariste
- 2002 : Arena (série)

### Jeux vidéos (voix)
- 2003 : Crimson Skies: High Road to Revenge : bandit
- 2004 : EverQuest II : voix additionnelles
- 2004 : Grand Theft Auto: San Andreas : Richard Burns
- 2004 : Tom Clancy's Ghost Recon 2 : voix additionnelles
- 2005 : Tom Clancy's Rainbow Six: Lockdown : voix additionnelles
- 2005 : Tom Clancy's Ghost Recon Advanced Warfighter : voix additionnelles
- 2005 : Grand Theft Auto: Liberty City Stories : Richard Burns
- 2006 : Grand Theft Auto: Vice City Stories : Richard Burns
- 2007 : Tom Clancy's Ghost Recon Advanced Warfighter 2 : voix additionnelles
- 2008 : Grand Theft Auto IV : Alien in Republican Space Rangers
- 2009 : Brütal Legend : Watt-R-Boys
- 2009 : Ben 10: Alien Force - Vilgax Attacks : Darkstar
- 2010 : Fallout: New Vegas : Robobrain
- 2011 : DC Universe Online : Robin
- 2013 : Grand Theft Auto V : la population locale
- 2014 : Broken Age : Curtis
- 2015 : There Came an Echo : Corrin[12]
- 2015 : Code Name: S.T.E.A.M. : Abraham Lincoln
- 2015 : Dungeons & Dragons Online - Reign of Elemental Evil[13] : Dungeon Master
- 2021 : I Expect You to Die 2: The Spy and the Liar[14] : John Juniper
- 2022 : Star Trek Online[15] : Wesley Crusher

## Ouvrages
- 2004 : Dancing Barefoot  (ISBN 0-596-00674-8)
- 2004 : Just a Geek. O'Reilly Media.  (ISBN 0-596-00768-X)
- 2005 : Stories of Strength  (ISBN 1-4116-5503-6) (contribution)
- 2007 : The Happiest Days of Our Lives  (ISBN 0-9741160-2-5)
- 2009 : Sunken Treasure
- 2009 : Memories of the Future Vol. 1  (ISBN 0-9741160-4-1)
- 2009 : Wil Wheaton's Criminal Minds Production Diary
- 2010 : Clash of the Geeks (contribution)
- 2010 : The Day After, and Other Stories
- 2011 : The Monster in My Closet
- 2011 : Hunter
- 2017 : Dead Trees Give No Shelter
- 2017 : Star Wars: From a Certain Point of View (contribution)
- 2022 : Still Just a Geek  (ISBN 978-0-06-308047-8)

## Narrations
Wil Wheaton est le narrateur pour des dizaines de livres audio, y compris ses propres œuvres. Il a été finaliste du prestigieux prix Audie à plusieurs reprises, et a reçu un Earphones Award par le magazine AudioFile.
- Peter & Max: A Fables Novel, de Bill Willingham (08/12/2009)
- More of the Best of Science Fiction and Fantasy[17], de Orson Scott Card et al. (15/12/1999)
- The Greatest Science Fiction Stories of the 20th Century[17], de Greg Bear et al. (16/12/1999)
- The Criminal Minds Production Diary[18], de Wil Wheaton (04/03/2009)
- The Adventures of Tom Sawyer[17], de Mark Twain (21/10/2009)
- Boneshaker[19], de Cherie Priest (18/03/2010)
- METAtropolis: Cascadia[17], de John Scalzi et al. (16/11/2010)
- The Android's Dream[17], de John Scalzi (07/12/2010)
- Agent to the Stars[17], de John Scalzi (07/12/2010)
- Fuzzy Nation[20],[21],[17], de John Scalzi (10/05/2011)
- Player One (Ready Player One)[22],[17], de Ernest Cline (16/08/2011)
- Redshirts : Au mépris du danger[23],[17], de John Scalzi (05/06/2012)
- Masters of Doom[24],[17], de David Kushner (12/07/2012)
- Les Atouts de la vengeance (Trumps of Doom)[17], de Roger Zelazny (31/07/2012)
- Prince du Chaos (Prince of Chaos)[17], de Roger Zelazny (31/07/2012)
- Le Signe du Chaos (Sign of Chaos)[17], de Roger Zelazny (31/07/2012)
- Chevalier des Ombres (Knight of Shadows)[17], de Roger Zelazny (31/07/2012)
- Le Sang d'Ambre (Blood of Amber)[17], de Roger Zelazny (31/07/2012)
- V Wars[17], de Jonathan Maberry et al. (10/10/2012)
- Rip-Off![17], de John Scalzi et al. (18/12/2012)
- Just A Geek: The Audio Book[18], de Wil Wheaton (23/11/2013)
- Dancing Barefoot: The Audio Book[18], de Wil Wheaton (07/12/2013)
- The Happiest Days of Our Lives: The Special Extended Edition Audio Book[18], de Wil Wheaton (10/12/2013)
- Dead Pig Collector[17], de Warren Ellis (17/12/2013)
- Byways: A METAtropolis Story[25], de Tobias Buckell (30/01/2014)
- Homeland[26], de Cory Doctorow (2014)
- Suspect Zero[17], de Richard Kadrey (01/07/2014)
- If Ever They Happened Upon My Lair[17], de R. A. Salvatore (11/08/2014)
- Lock In[27],[28],[17], de John Scalzi (26/08/2014)
- Et si...? Toutes les réponses les plus scientifiques aux questions que vous ne vous êtes jamais posées (What If?: Serious Scientific Answers to Absurd Hypothetical Questions)[29], de Randall Munroe (02/09/2014)
- The Education of Brother Thaddius and Other Tales of DemonWars[17], de R. A. Salvatore (13/01/2015)
- Mather's Blood[17], de R. A. Salvatore (13/01/2015)
- The Adventures of Huckleberry Finn [Phoenix Books Edition][17], de Mark Twain (14/01/2015)
- Armada[22], de Ernest Cline (14/07/2015)
- Prepare to Meet Thy Doom[17], de David Kushner (15/10/2015)
- L'Effondrement de l'empire (The Collapsing Empire)[30],[17], de John Scalzi (21/03/2017)
- Dead Trees Give No Shelter[18], de Wil Wheaton (08/04/2017)
- asteraleS[18], de Wil Wheaton (26/04/2017)
- kamaKiri[18], de Wil Wheaton (04/05/2017)
- Strange Weather[17], de Joe Hill (24/10/2017)
- Head On[31],[17], de John Scalzi (17/04/2018)
- The Consuming Fire[32],[17], de John Scalzi (16/10/2018)
- Alexander X[17], de Edward Savio (05/06/2019)
- Ancient Among Us[17], de Edward Savio (30/07/2019)
- How To: Absurd Scientific Advice for Common Real-World Problems[17], de Randall Munroe (03/09/2019)
- Qui es-tu Alaska ? (Looking for Alaska)[17], de John Green (24/09/2019)
- Full Throttle[17], de Joe Hill (01/10/2019)
- Seul sur Mars (The Martian)[17], de Andy Weir (01/01/2020)
- The Last Emperox[17], de John Scalzi (14/04/2020)
- Ready Player Two[17], de Ernest Cline (24/11/2020)
- Climat : comment éviter un désastre (How to Avoid a Climate Disaster)[33],[17], de Bill Gates (16/02/2021)
- Still Just a Geek: The Audiobook[17], de Wil Wheaton (12/04/2022)
- Red Team Blues[34], de Cory Doctorow (23/04/2023)
- The Bezzle[34], de Cory Doctorow (20/02/2024)

## Distinctions

### Récompenses
- 1987 : Young Artist Awards
- 1989 : Young Artist Awards
- 2002 : Melbourne Underground Film Festival : Meilleur acteur
- 2014 : International Academy of Web Television Awards: Best Host (Pre-Recorded)[35]
- 2019 : CinEuphoria Awards 2019 : Lauréat du Prix d'Honneur de la meilleure distribution dans une série télévisée comique pour The Big Bang Theory (2007-2019) partagé avec Mark Cendrowski (réalisateur), Chuck Lorre (scénariste), Bill Prady (scénariste), Christine Baranski (actrice), Mayim Bialik (actrice), Kaley Cuoco (actrice), Johnny Galecki (acteur), Simon Helberg (acteur), Laurie Metcalf (actrice), Kunal Nayyar (acteur), Jim Parsons (acteur), Melissa Rauch (actrice), John Ross Bowie (acteur), Carol Ann Susi (actrice), Kevin Sussman (acteur)
- 2024 : Saturn Awards : Lifetime Achievement Award – The Cast of Star Trek: The Next Generation[36][note 1]

### Autres
L'astéroïde (391257) Wilwheaton est nommé en son honneur.
Une carte du jeu de société Smash Up porte son nom.